# Aurélien Chedjou
Aurélien Chedjou, né le 20 juin 1985 à Douala, est un ancien footballeur international camerounais qui évoluait au poste de défenseur central.

## Biographie

### Carrière en club

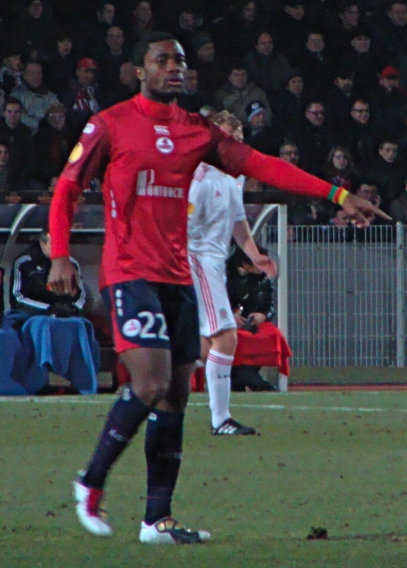
Chedjou sous les couleurs du LOSC en Ligue Europa.

Lors de la saison 2007-2008, Chedjou s'impose peu à peu dans la défense centrale de l'équipe CFA du LOSC, ne participant qu'à deux matchs avec l'équipe première.
Profitant des blessures et des suspensions, il gagne du temps de jeu lors du début de saison 2008-2009 et devient une alternative crédible. Il participe notamment aux campagnes de Ligue Europa, atteignant les 1/8e de finale en 2009-2010 contre Liverpool.
En club, le joueur s'impose progressivement comme un titulaire indiscutable au côté d'Adil Rami, Ricardo Costa, puis Marko Baša.
Le 14 mai 2011, il participe à la première victoire du Lille OSC en Coupe de France depuis 1955. La même année, la formation nordiste est sacrée championne de France.
Le 24 mai 2013, le club turc de Galatasaray annonce l'arrivée de Chedjou. Il signe pour 4 ans et contre 8 M€ d'indemnité de transfert. Il marque son premier but en championnat contre le club de Kayserispor. Dès 2013, il ajoute la Supercoupe de Turquie à son palmarès, puis remporte en 2014 la Coupe de Turquie, et en 2015 le championnat.
Il signe le 5 juin 2017 à l'İstanbul Başakşehir pour une durée de 3 ans.
Chedjou s'engage à l'Amiens SC le 1er septembre 2019 pour deux saisons.
Le 26 septembre 2020, il s'est officiellement engagé avec l'Adána Demirspor, équipe de deuxième division turque.
En janvier 2022, après un an sans club, il annonce sa retraite.

### Sélection
Le 12 mars 2009, il est appelé pour la première fois en équipe du Cameroun. Il participe à la Coupe d'Afrique des nations en 2010 perdu en quart de finale, suivi des Coupe du monde 2010 puis 2014, et de la Coupe d'Afrique des nations en 2015 éliminé au premier tour.

## Statistiques
| Saison                | Club                  | Championnat           | Championnat | Championnat | Coupe nationale | Coupe nationale | Coupe de la Ligue | Coupe de la Ligue | Supercoupe | Supercoupe | Compétition(s) continentale(s) | Compétition(s) continentale(s) | Compétition(s) continentale(s) | Cameroun | Cameroun | Total | Total |
| Saison                | Club                  | Division              | M.          | B.          | M.              | B.              | M.                | B.                | M.         | B.         | Comp.                          | M.                             | B.                             | M.       | B.       | M.    | B.    |
| 2007-2008             | Lille OSC             | Ligue 1               | 2           | 0           | -               | -               | 1                 | 0                 | -          | -          | -                              | -                              | -                              | -        | -        | 3     | 0     |
| 2008-2009             | Lille OSC             | Ligue 1               | 26          | 0           | 3               | 0               | 1                 | 0                 | -          | -          | -                              | -                              | -                              | 2        | 0        | 32    | 0     |
| 2009-2010             | Lille OSC             | Ligue 1               | 31          | 2           | -               | -               | -                 | -                 | -          | -          | C3                             | 11                             | 1                              | 9        | 0        | 51    | 3     |
| 2010-2011             | Lille OSC             | Ligue 1               | 34          | 1           | 6               | 1               | 1                 | 0                 | -          | -          | C3                             | 8                              | 2                              | 6        | 0        | 55    | 4     |
| 2011-2012             | Lille OSC             | Ligue 1               | 27          | 5           | 3               | 0               | 1                 | 0                 | 1          | 0          | C1                             | 4                              | 0                              | 5        | 0        | 41    | 5     |
| 2012-2013             | Lille OSC             | Ligue 1               | 34          | 3           | 3               | 0               | 2                 | 0                 | -          | -          | C1                             | 7                              | 1                              | 4        | 0        | 50    | 4     |
| Sous-total            | Sous-total            | Sous-total            | 154         | 11          | 15              | 1               | 6                 | 0                 | 1          | 0          | -                              | 30                             | 4                              | 26       | 0        | 232   | 16    |
| 2013-2014             | Galatasaray           | Süper Lig             | 21          | 3           | 4               | 0               | -                 | -                 | -          | -          | C1                             | 8                              | 1                              | 7        | 1        | 40    | 5     |
| 2014-2015             | Galatasaray           | Süper Lig             | 29          | 4           | 3               | 0               | -                 | -                 | 1          | 0          | C1                             | 5                              | 0                              | 7        | 0        | 45    | 4     |
| 2015-2016             | Galatasaray           | Süper Lig             | 19          | 1           | 5               | 2               | -                 | -                 | 1          | 0          | C1                             | 6                              | 1                              | 7        | 0        | 38    | 4     |
| 2016-2017             | Galatasaray           | Süper Lig             | 15          | 0           | 4               | 1               | -                 | -                 | 1          | 0          | -                              | -                              | -                              | 2        | 0        | 22    | 1     |
| Sous-total            | Sous-total            | Sous-total            | 69          | 8           | 16              | 2               | -                 | -                 | -          | -          | -                              | 19                             | 2                              | 23       | 1        | 127   | 13    |
| 2017-2018             | Başakşehir            | Süper Lig             | 1           | 0           | -               | -               | -                 | -                 | -          | -          | -                              | -                              | -                              | -        | -        | 1     | 0     |
| 2018-2019             | Başakşehir            | Süper Lig             | -           | -           | -               | -               | -                 | -                 | -          | -          | -                              | -                              | -                              | -        | -        | 0     | 0     |
| Sous-total            | Sous-total            | Sous-total            | 1           | 0           | -               | -               | -                 | -                 | -          | -          | -                              | -                              | -                              | -        | -        | 1     | 0     |
| 2018-2019             | Bursaspor(prêt)       | Süper Lig             | 26          | 1           | -               | -               | -                 | -                 | -          | -          | -                              | -                              | -                              | -        | -        | 26    | 1     |
| Sous-total            | Sous-total            | Sous-total            | 26          | 1           | -               | -               | -                 | -                 | -          | -          | -                              | -                              | -                              | -        | -        | 26    | 1     |
| 2019-2020             | Başakşehir            | Süper Lig             | 2           | 0           | -               | -               | -                 | -                 | -          | -          | C1                             | 1                              | 0                              | -        | -        | 3     | 0     |
| Sous-total            | Sous-total            | Sous-total            | 2           | 0           | -               | -               | -                 | -                 | -          | -          | -                              | 1                              | 0                              | -        | -        | 3     | 0     |
| 2019-2020             | Amiens SC             | Ligue 1               | 22          | 0           | 1               | 0               | 2                 | 0                 | -          | -          | -                              | -                              | -                              | -        | -        | 25    | 0     |
| 2020-2021             | Amiens SC             | Ligue 2               | 1           | 0           | -               | -               | -                 | -                 | -          | -          | -                              | -                              | -                              | -        | -        | 1     | 0     |
| Sous-total            | Sous-total            | Sous-total            | 23          | 0           | 1               | 0               | 2                 | 0                 | -          | -          | -                              | -                              | -                              | -        | -        | 26    | 0     |
| 2020-2021             | Adana Demirspor       | 1. Lig                | 5           | 1           | 1               | 0               | -                 | -                 | -          | -          | -                              | -                              | -                              | -        | -        | 6     | 1     |
| Sous-total            | Sous-total            | Sous-total            | 5           | 1           | 1               | 0               | -                 | -                 | -          | -          | -                              | -                              | -                              | -        | -        | 6     | 1     |
| Total sur la carrière | Total sur la carrière | Total sur la carrière | 280         | 20          | 34              | 3               | 8                 | 1                 | 3          | 0          | -                              | 49                             | 6                              | 49       | 1        | 423   | 31    |

## Palmarès

### En club
- LOSC Lille
  - Champion de France en 2011.
  - Vainqueur de la Coupe de France en 2011.
- Galatasaray SK
  - Champion de Turquie en 2015.
  - Vice-champion de Turquie en 2014.
  - Vainqueur de la Coupe de Turquie en 2014  2015 et 2016.
  - Vainqueur de la Supercoupe de Turquie en 2014, 2015 et 2016.
- Adana Demirspor
  - Champion de Turquie de deuxième division en 2021.